# Dicallaneura longifascia
Dicallaneura longifascia är en fjärilsart som beskrevs av James John Joicey och Talbot 1922. Dicallaneura longifascia ingår i släktet Dicallaneura och familjen Riodinidae. Inga underarter finns listade i Catalogue of Life.